# Jay R. Smith
Jay Roger Smith (29 augustus 1915 - 5 oktober 2002) was een Amerikaans acteur.
Smith werd bekend toen hij in 1925 een rol kreeg in de Our Gang serie. Hij verving Mickey Daniels en speelde in de serie tot en met 1929. Hij stopte met acteren als tiener.
Smith werd op 5 oktober 2002 dood aangetroffen. Hij was vermoord met een mes. Een dakloze man, met wie Smith bevriend was, werd gearresteerd en kreeg tweemaal levenslang.